# Jhajjar
Jhajjar est une ville indienne située dans le district de Jhajjar dans l’État de l'Haryana. En 2011, sa population était de 89 004 habitants.

## Source de la traduction
- (en) Cet article est partiellement ou en totalité issu de l’article de Wikipédia en anglais intitulé « Jhajjar » (voir la liste des auteurs).